# Gran Premi d'Espanya del 1981
Resultats del Gran Premi d'Espanya de Fórmula 1 de la temporada 1981 disputat al circuit del Jarama el 15 de març del 1981.

## Història
Aquest és el segon Gran Premi amb el final més ajustat de la història de la Fórmula 1, amb 5 cotxes separats només per 1.24 segons.

## Classificació
| Pos | No | Pilot                 | Equip             | Voltes | Temps/ Retirada | Pos. de sortida | Punts |
| --- | -- | --------------------- | ----------------- | ------ | --------------- | --------------- | ----- |
| 1   | 27 | Gilles Villeneuve     | Ferrari           | 80     | 1h 46' 35. 0    | 7               | 9     |
| 2   | 26 | Jacques Laffite       | Ligier - Matra    | 80     | + 0.22 s        | 1               | 6     |
| 3   | 7  | John Watson           | McLaren - Ford    | 80     | + 0.58 s        | 4               | 4     |
| 4   | 2  | Carlos Reutemann      | Williams - Ford   | 80     | + 1.01 s        | 3               | 3     |
| 5   | 11 | Elio de Angelis       | Lotus - Ford      | 80     | + 1.24 s        | 10              | 2     |
| 6   | 12 | Nigel Mansell         | Lotus - Ford      | 80     | + 28.58 s       | 11              | 1     |
| 7   | 1  | Alan Jones            | Williams - Ford   | 80     | + 56.58 s       | 2               |       |
| 8   | 22 | Mario Andretti        | Alfa Romeo        | 80     | + 1' 00.80 min. | 8               |       |
| 9   | 16 | René Arnoux           | Renault           | 80     | + 1' 07.08 min. | 17              |       |
| 10  | 23 | Bruno Giacomelli      | Alfa Romeo        | 80     | + 1' 13.65 min. | 6               |       |
| 11  | 21 | Chico Serra           | Fittipaldi - Ford | 79     | + 1 Volta       | 21              |       |
| 12  | 20 | Keke Rosberg          | Fittipaldi - Ford | 78     | + 2 Voltes      | 15              |       |
| 13  | 33 | Patrick Tambay        | Theodore - Ford   | 78     | + 2 Voltes      | 16              |       |
| 14  | 14 | Eliseo Salazar        | Ensign - Ford     | 77     | + 3 Voltes      | 24              |       |
| 15  | 28 | Didier Pironi         | Ferrari           | 76     | + 4 Voltes      | 13              |       |
| 16  | 17 | Derek Daly            | March - Ford      | 75     | + 5 Voltes      | 22              |       |
| NC  | 3  | Eddie Cheever         | Tyrrell - Ford    | 62     | No classificat  | 20              |       |
| Ret | 25 | Jean-Pierre Jabouille | Ligier - Matra    | 51     | Frens           | 19              |       |
| Ret | 6  | Hector Rebaque        | Brabham - Ford    | 46     | Caixa canvi     | 18              |       |
| Ret | 30 | Siegfried Stohr       | Arrows - Ford     | 43     | Encesa          | 23              |       |
| Ret | 5  | Nelson Piquet         | Brabham - Ford    | 43     | Accident        | 9               |       |
| Ret | 15 | Alain Prost           | Renault           | 28     | Virolla         | 5               |       |
| Ret | 29 | Riccardo Patrese      | Arrows - Ford     | 21     | Frens           | 12              |       |
| Ret | 8  | Andrea de Cesaris     | McLaren - Ford    | 9      | Accident        | 14              |       |
| NVQ | 4  | Michele Alboreto      | Tyrrell - Ford    |        |                 |                 |       |
| NVQ | 31 | Beppe Gabbiani        | Osella - Ford     |        |                 |                 |       |
| NVQ | 9  | Slim Borgudd          | ATS - Ford        |        |                 |                 |       |
| NVQ | 35 | Brian Henton          | Toleman - Hart    |        |                 |                 |       |
| NVQ | 36 | Derek Warwick         | Toleman - Hart    |        |                 |                 |       |
| NVQ | 32 | Giorgio Francia       | Osella - Ford     |        |                 |                 |       |

## Altres
- Pole: Jacques Laffite 1' 13. 754

- Volta ràpida: Alan Jones 1' 17. 818 (a la volta 5)